# ЛВГ E.I
ЛВГ E.I је немачки ловачки авион који је производила фирма Луфтферкерсгезелшафт. Први лет авиона је извршен 1915. године. 

Највећа брзина авиона при хоризонталном лету је износила 132 km/h.
Распон крила авиона је био 8,40 метара, а дужина трупа 6,70 метара. Празан авион је имао масу од 455 килограма. Нормална полетна маса износила је око 650 килограма. Био је наоружан једним митраљезом ЛМГ 08/15 Шпандау (LMG 08/15 Spandau) калибра 7,92 mm.

## Наоружање
| Наоружање авиона: ЛВГ          |      |
| Ватрено (стрељачко) наоружање  |      |
| Топ                            |      |
| Митраљез                       |      |
| Број и ознака митраљеза        | 1    |
| Калибар                        | 7,92 |
| Бомбардерско наоружање (бомбе) |      |
| Ракетно наоружање (ракете)     |      |